# ムルソー再捜査
『ムルソー再捜査』（ムルソーさいそうさ、原題：Meursault, contre-enquête）は、アルジェリア出身のジャーナリスト・作家であるカメル・ダーウド（Kamel Daoud）によって、2013年にアルジェリアの出版社、バルザフ社から、2014年にはフランスの出版社アクト・スュッド社から出版された小説である。
本作品は2014年のゴンクール賞最終候補作となり、2015年のゴンクール処女小説賞を受賞したほか、世界35カ国語に翻訳されている（2019年時点）。
タイトルに掲げられている「ムルソー」は、アルベール・カミュの代表作『異邦人』（1942）の主人公の名前である。本作は全編にわたって、『異邦人』の諸要素を意識した構成になっている。

## あらすじ
物語の語り手（ハールーン）は、『異邦人』の主人公・ムルソーが、浜辺で五発の銃弾を撃ち込んで殺したアラブ人の弟である。その語り手が、毎晩、アルジェリアの第二の都市オランのとあるバーで、聞き手（カミュおよび『異邦人』についての研究者であることが示唆される）に語りかけている、という体で物語が進行する。
そこで彼の語りが明かそうとするのは、『異邦人』では単に「アラブ人」として名前すら与えられずに殺された兄にも、「ムーサー（ズージュ）」という名前があったということであり、そのムーサーという名前の周りには弟である語り手やその母（マーと呼ばれる）といった家族、およびアルジェリアの世界が存在したのだということである。

## 『異邦人』との照応
本作では、至るところに『異邦人』に登場するモチーフの変奏・反転を見て取ることができる。以下は、そのうちのいくつかの例である。
- 「今日、マーはまだ生きている（Aujourd'hui, M'ma est encore vivante[4]）」：『異邦人』冒頭の一文「今日、ママンが死んだ（Aujourd'hui, maman est morte[5]）」の対称となる文章から、本作は始まっている。

- カフェオレ：『再捜査』の語り手（ハールーン）はカフェオレが嫌いだが、『異邦人』のムルソーはカフェオレを好んでいる。
- 殺人：ハールーンは自らが、フランス人の白人男性（ジョゼフ・ラルケ）を銃で撃ち殺したことを告白する。母マーと一緒にその屍体を中庭に埋めるのだが、彼はいちど逮捕される。しかし、「しかるべきとき」（アルジェリア独立戦争）に殺さなかったことを咎められただけで、すぐに釈放され、殺人それ自体の罪を問われることはなかった。『異邦人』でも、ムルソーが起こした事件は、殺人よりもむしろ、母の死に対する無感動に焦点を当てられていた。
- 犯行時刻：『異邦人』のムルソーは「アラブ人」を午後二時に銃殺し、それを「太陽のせい」だとした。対して、『再捜査』の語り手はフランス人を夜中の午前二時に殺害し、それを「青白く光る月[6]」のせいだと言ってみせる。

## テーマ・背景
前述のとおり、カミュ『異邦人』の存在を抜きにこの小説は成立しえない。しかしダーウドは本作を、ただ『異邦人』のパロディ・模倣作とするのではなく、それを名もなきアラブ人という「死角」から捉え直し、独自の視点で再構成しようとする「再捜査」の試みとしている。そうすることによって、本作は、単なる『異邦人』批判、あるいはフランスの植民地支配への批判であるに留まらず、フィクションと現実の差異、比喩、殺人を裁くことの恣意性、独立後のアルジェリアへのまなざし、といったテーマを獲得したものになっている。
時代背景としては、1942年に出版されたカミュの『異邦人』が、アルジェリア独立戦争（1954〜1962）以前の、当時まだフランス植民地だったアルジェを舞台としていたのに対し、『再捜査』の物語は、主としてフランスから独立したあとのアルジェリアを語っている。語り手や母マーは、ムーサーの死という一つの出来事だけではなく、こうしたアルジェリア社会の動乱に翻弄され生きた人物としても描かれているのである。